# Брауни (девојке водичи)
Брауни (енгл. Brownie) је скаутска организација за девојчице, узраста од седам до десет година. Тачне старосне границе могу да се разликују у свакој организацији. У узрасту од око девет година, девојчица може да постане и девојка водич.

## Историја
Броуније је прво основао Роберт Бајден-Поуел 1914. године, како би разврстао низ старосних група за девојке у скаутском покрету. Оне су прво радиле као најмлађа група водичког удужења Агнес Бејден-Поуел, Робертове млађе сестре. Године 1918, његова супруга Олив Бејден-Поуел презела је одговорност за девојке водиче, а самим тим и за Брауније.
Првобитно име им је било Роузбадс, али је преименовано од стране Роберта Бејдена-Поуела након што су се девојке жалиле да им се име не свиђа. Њихово име потиче из приче „Броуни”, коју је написала Џулијана Хорација Евинг, написану 1870. године о двоје деце, Томију и Бети, учећи их да деца могу бити Броуни од помоћи или лењи Богарти.

## Мото, обећања и закон

### Аустралија
У Аустралији водећа обећања су:
Обећавам да ћу учити најбоље што могу, 

да ћу бити верна себи и развијати своја уверења, 

да ћу служити својој заједници и Аустралији, 

и да ћу живети по водичком закону.
Пре 2012. године обећање је било:
Обећавам да ћу учити најбоље што могу, 

да ћу испуњавати своје обавезе према Богу, 

да ћу служити краљици и својој земљи, 

да ћу помагати другим људима, 

и држаћу се водичког закона.
Браунијев водички закон пре 1996. године био је:
Брауни водич мисли на друге пре него на себе и свакодневно треба да уради добро дело.
Браунијев водички мото пре 1996. године био је:
Пружи руку
Водички закон, мото и обећања након 1996. године прате све узрасне категорије.

### Канада
У Канади Браунијево обећање је:
Обећавам да ћу се трудити, 

да будем верна себи, својим уверењима и Канади, 

да ћу предузети мере за бољи свет, 

и да ћу поштовати начела Браунија.
Канадско Брауни начело је:
Као Брауни сам искрена и добра. Водим рачуна о свету око себе.
Канадски Браунијев мото је:
Пружи руку

### Хонгконг
У Хонгконгу Браунијево обећање гласи:
Обећавам да ћу учити све што могу, 

да ћу бити верна себи, 

мом Богу и мојој земљи, 

и да ћу помоћи другима и чувати Браунијево водичко начело.
Начело гласи:
Као Брауни водич, 

бринућу се за свој дом, заједницу и себе, 

и радићу добро и лепо свааки дан.

### Сједињене Америчке Државе
У Сједињеним Државама, Браунији користе исто начело и обећање као и сви остали скаути у САД.
Девојке скаути обећавају:
Тако ми части, ја ћу се трудити: 

да служим Богу и својој земљи, 

да би помагала људима у сваком тренутку, 

и да живим по начелима девојака скаута.
Начело девојака скаута:
Ја ћу дати све од себе да будем 

поштена и фер, 

пријатељски и предусретљива, 

пажљива и брижна, 

храбра и јака, и 

одговорна за оно што кажем и урадим, 

као и да 

поштујем себе и друге, 

поштујем ауторитет, 

користим мудро ресурсе, 

да свет буде боље место, и 

и да постанем сестра свакој девојци скауткињи.